# Ябс, Маттиас
Матти́ас Ябс (нем. Matthias Jabs; 25 октября 1955) — немецкий рок-музыкант, гитарист группы Scorpions.
Один из самых техничных гитаристов в хард-роке. Был включен в список величайших гитаристов всех времен Британским журналом Classic Rock. 

## Биография

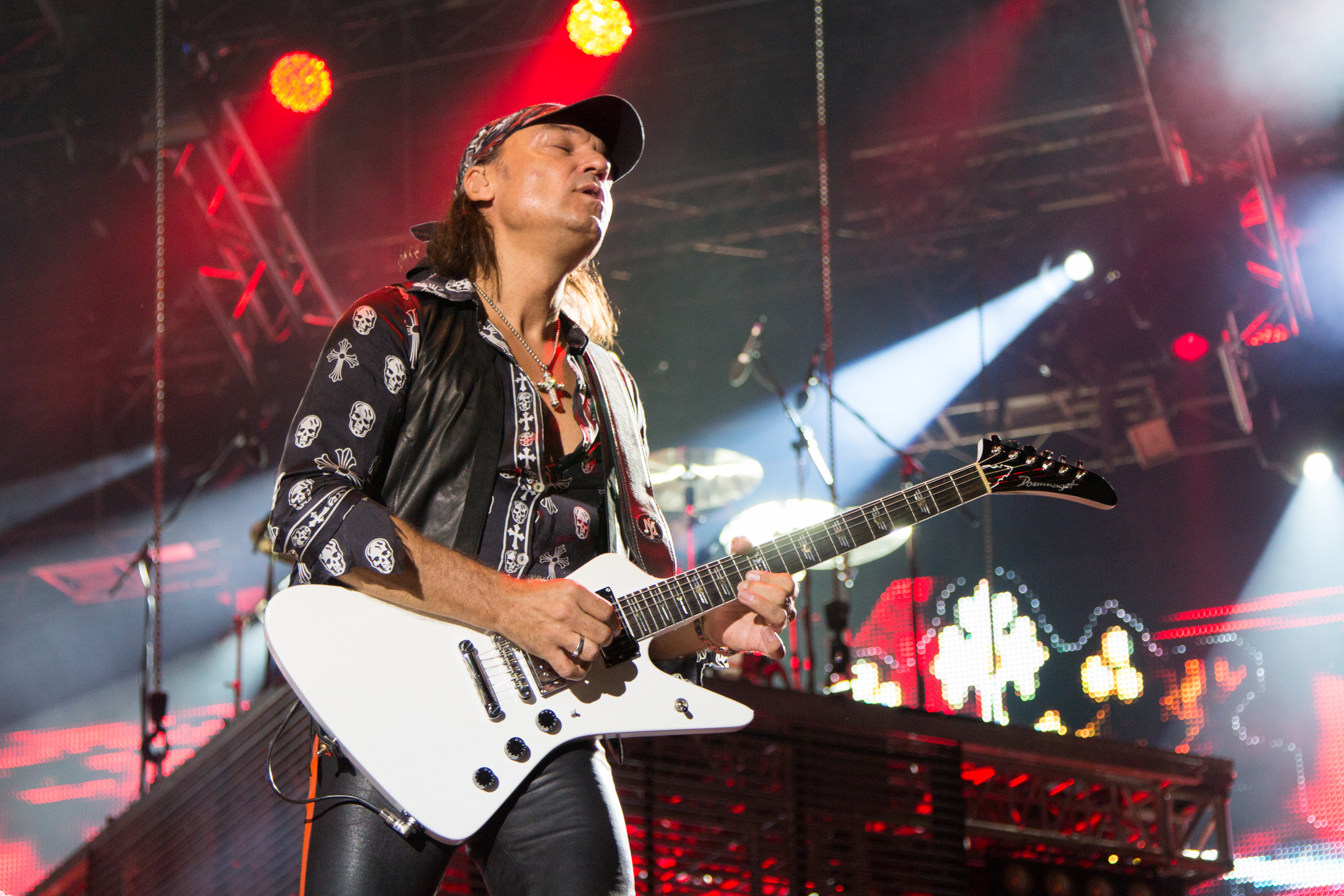

Родился 25 октября 1955 года в городе Ганновер, Германия. С детства очень любил играть на гитаре и слушать рок-музыку. К 10 годам Маттиас уже довольно хорошо владел гитарой и пытался писать свои собственные композиции. С 14 лет Маттиас играл в различных рок-группах.
В июне 1978 года Маттиас приехал в Лондон на кастинг гитаристов в группу Scorpions и выиграл его. С тех пор он является бессменным лидер-гитаристом группы. Творчество Маттиаса оказало большое влияние на силу, навыки и интеллект Scorpions.
Ябс никогда не останавливается на одной гитаре. Возможно, он больше известен нам по его традиционной полосатой гитаре Gibson Explorer. Для него выпустили эксклюзивную версию Fender, но он, несмотря ни на что, по-прежнему настаивает на том, что во время концертов будет играть на Explorer. В 2010-м году Маттиас стал эндорсером электрогитар Cort, которые выпустили две его подписных модели. Также многие годы на концертах (как и коллега по группе Рудольф Шенкер) он играет на электрогитарах Dommenget, изготовленных мастером лично для них — Explorer с одним или двумя хамбакерами (на фото), тремоло Флойд Роуз, стратокастеровской мензурой и декой размером в 90 % от стандартной деки Gibson Explorer, а также Jabocaster, стратокастер с хамбакерами и Флойд Роуз, который в рамках эндорсмента выпускался и под маркой Fender.
Играл в группах: «Lady» и «Fargo».

### Предпринимательство
В марте 2008 года в Мюнхене он открыл магазин музыкальных инструментов, основным товаром которого являются гитары и аксессуары,  под названием MJGuitars и уже с 2007 года является представителем исполнительного директора Mjguitars GmbH. С 2010 года Маттиас Ябс является одним из организаторов Vintage Show на музыкальной выставке Франкфурта. 
Он владелец торговой марки название Master caster, Mastertone и Fruxano (в том числе его товарный знак, MJ). Он является патентообладателем разработанного им пикапа Masterbucker bridge & Neck (комбинация Hbsc Humbucker / Single Coil), который он устанавливает на своих гитарах Mastercaster.
Маттиас Ябс коллекционирует гитары и имеет одну из крупнейших в мире частных коллекций гитар Candy Apple Red Fender, выпущенных до 1965 года. Маттиасу кроме того принадлежит Gibson Les Paul 1958 года в санберст-варианте, как наиболее редкая гитара и оценочной стоимостью 350.000 евро. В общей сложности его коллекция насчитывает около 400 гитар. 
Маттиас Ябс также разрабатывает ювелирные изделия и аксессуары со своей торговой маркой MJ.

## Дискография

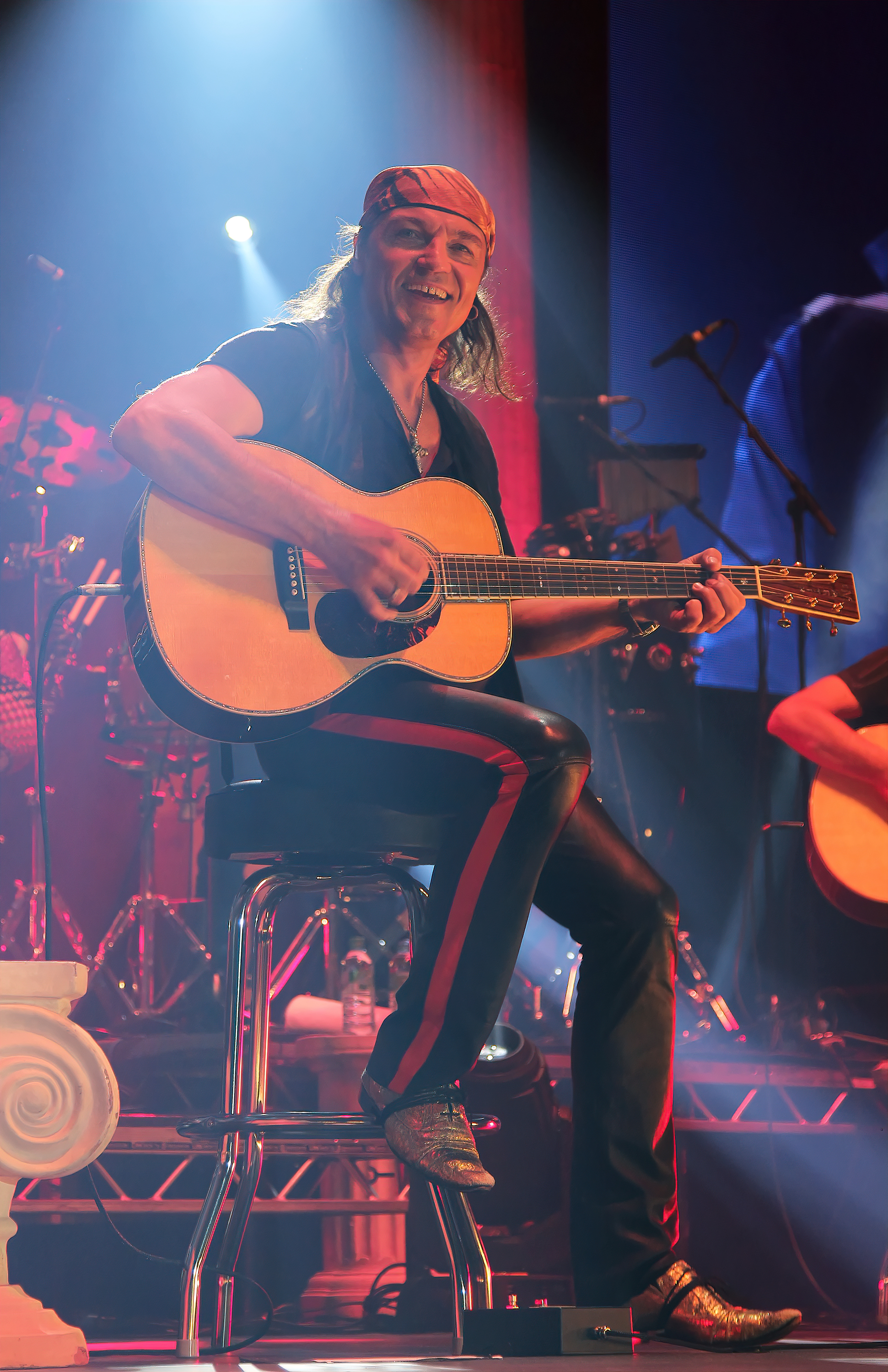
MTV Unplugged, 2014 год

Альбомы Scorpions, записанные с Маттиасом:
- 1979 — Lovedrive
- 1980 — Animal Magnetism
- 1982 — Blackout
- 1984 — Love At First Sting
- 1988 — Savage Amusement
- 1990 — Crazy World
- 1993 — Face The Heat
- 1995 — Live Bites
- 1996 — Pure Instinct
- 1999 — Eye II Eye
- 2000 — Moment of Glory
- 2001 — Acoustica
- 2004 — Unbreakable
- 2007 — Humanity Hour I
- 2010 — Sting in the Tail
- 2011 — Comeblack
- 2013 — MTV Unplugged — Live in Athens
- 2015 — Return to Forever
- 2022 — Rock Believer